# Honduranische Fußballnationalmannschaft/Olympische Spiele
Eine honduranische Fußballnationalmannschaft nahm erstmals an der Qualifikation für die Olympischen Spiele 1976 teil und konnte sich erstmals für die Olympischen Spiele in Sydney qualifizieren, scheiterte aber in der Gruppenphase. Danach gelang noch dreimal die Qualifikation, zuletzt für die 2016 in Rio de Janeiro stattfindenden Spiele. Das bisher beste Abschneiden ist das Erreichen des Viertelfinales 2012.

## Ergebnisse bei Olympischen Spielen

### 1968
- Für die Olympischen Spiele 1968 hatte Honduras erstmals eine Mannschaft gemeldet, zog diese aber noch vor dem ersten Qualifikationsspiel gegen El Salvador zurück. Die Spiele zwischen beiden Mannschaften im Rahmen der zwei Jahre später stattfindenden Weltmeisterschaft in Mexiko führten dann zum sogenannten Fußballkrieg.

### 1972
Nicht teilgenommen.

### 1976
- Olympia-Qualifikation:
  - 1. Runde: Freilos
    - 20. April 1975 Honduras – Guatemala 0:0 (in Tegucigalpa)
    - 27. April 1975 Guatemala – Honduras 2:0 (in Guatemala-Stadt)

### 1980
Nicht teilgenommen.

### 1984
- Olympia-Qualifikation:
  - 1. Runde:
    - 11. Mai 1983 Honduras – Costa Rica 0:1 (in Tegucigalpa)
    - 18. Mai 1983 Costa Rica – Honduras 3:2 (in San José)

### 1988
- Olympia-Qualifikation:
  - 1. Runde:
    - 17. Mai 1987 Honduras – Guatemala 1:2 (in Tegucigalpa)
    - 31. Mai 1987 Guatemala – Honduras 2-2 (in Guatemala-Stadt)

### 1992
- Olympia-Qualifikation:
  - 1. Runde:
    - 17. März 1991 Guatemala – Honduras 2:2
    - 3. April 1991 Honduras – Guatemala 2:0

  - Halbfinalrunde:
    - 5. September 1991 Honduras – Mexiko 1:1
    - 11. September 1991 Mexiko – Honduras 0:1
    - 24. September 1991 Honduras – Suriname 2:0
    - 6. Oktober 1991 Suriname – Honduras 0:2

- - Finalrunde:
    - 5. April 1992 USA – Honduras 4:3 Honduras (in St. Louis)
    - 12. April 1992 Kanada – Honduras 2:2
    - 19. April 1992 Honduras – USA 3:4 (in San Pedro Sula)
    - 26. April 1992  Honduras – Kanada 1:0
    - 6. Mai 1992 Honduras – Mexiko 1:3
    - 17. Mai 1992 Mexiko – Honduras 5:1

Honduras als Gruppenletzter nicht qualifiziert.

### 1996
Nicht teilgenommen.

### 2000
- Olympia-Qualifikation:
  - Vorrunde:
    - 5. September 1999 Nicaragua – Honduras 0:6
    - 12. September 1999 Honduras – Nicaragua 4:2

  - 1. Runde in Guadalajara/Mexiko:
    - 4. April 2000 Mexiko – Honduras 2:2
    - 6. April 2000 Costa Rica – Honduras 1:1
    - 8. April 2000 Jamaika – Honduras 0:2

  - Finalrunde in Hershey/USA:
    - 21. April 2000 USA – Honduras 3:0
    - 23. April 2000 Kanada – Honduras 0:2
    - 28. April 2000, Halbfinale:  Mexiko – Honduras  0:0, 4:5 i. E.
    - 30. April 2000, Finale:  Honduras – USA 2:1

Honduras erstmals qualifiziert.
- Olympische Spiele in Sydney:
  - Vorrunde:
    - 13. September 2000: Nigeria – Honduras 3:3 (in Adelaide)
    - 16. September 2000: Italien – Honduras 3:1 (in Adelaide)
    - 19. September 2000: Australien – Honduras 1:2 – Honduras als Gruppendritter ausgeschieden

### 2004
- Olympia-Qualifikation:
  - 2. Runde:
    - Haiti – Honduras 0:1 (in Miami)
    - Honduras – Haiti 2:2

  - Finalrunde in Zapopan/Mexiko:
    - 3. Februar 2004: Kanada – Honduras 0:1
    - 5. Februar 2004: Honduras – Panama 3:1
    - 5. Februar 2004: Honduras – USA 3:4
    - 10. Februar 2003, Halbfinale: Costa Rica – Honduras 2:0 – Honduras  nicht qualifiziert.
    - 12. Februar 2003,  Spiel um Platz 3: Honduras – USA 1:1; 4:3 i. E.

### 2008
- Olympia-Qualifikation:
  - 1. Runde in Panama-Stadt/Panama:

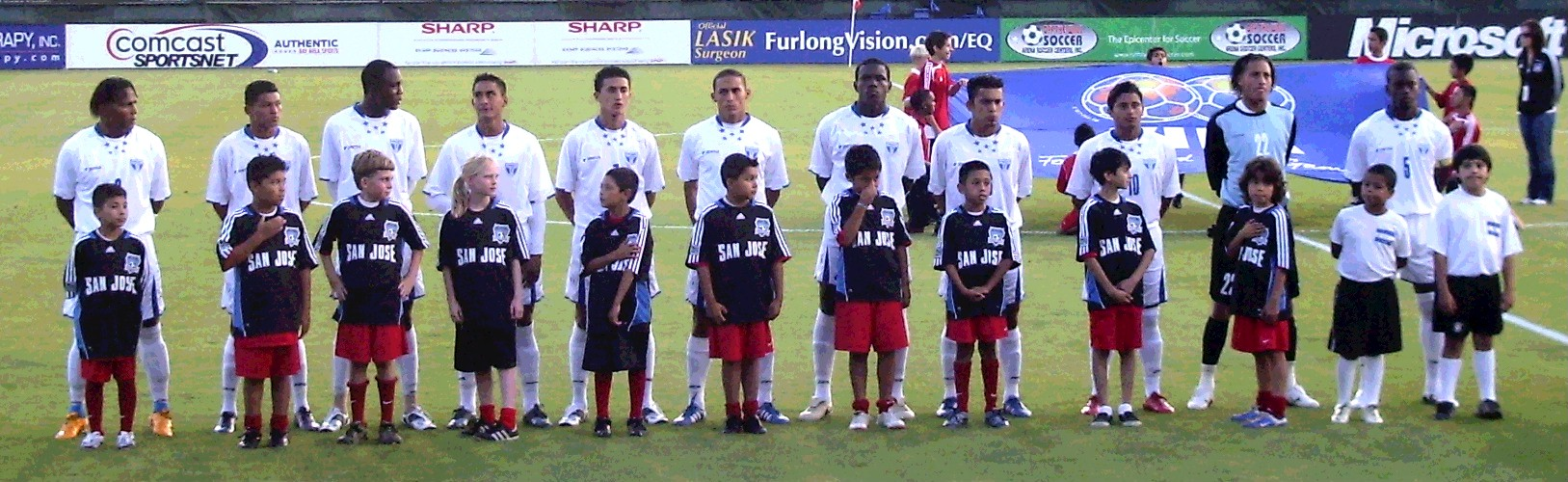
Die honduranische Mannschaft für die Olympischen Spiele 2008

    - 9. November 2007: El Salvador – Honduras 0:3
    - 11. November 2007: Panama – Honduras 1:1

  - Finalrunde in Tampa/USA
    - 11. März 2008: Panama – Honduras 0:1
    - 13. März 2008: Honduras – Kuba 2:0
    - 15. März 2008: USA – Honduras 1:0
    - 20. März 2008 Halbfinale: Guatemala – Honduras 0:0; 5:6 i. E. – Honduras für die Olympischen Spiele qualifiziert
    - 23. März 2008 Halbfinale: USA – Honduras 0:1 n. V.

- Olympische Spiele in Peking:
  - Vorrunde:
    - 7. August 2008: Honduras – Italien 0:3 (in Qinhuangdao)
    - 10. August 2008: Kamerun – Honduras 1:0 (in Qinhuangdao)
    - 13. August 2008: Südkorea – Honduras 1:0 (in Shanghai) – Honduras als Gruppenletzter ausgeschieden

### 2012
- Olympia-Qualifikation:
  - Vorrunde in San Pedro Sula:
    - 23. September 2011  Honduras – Costa Rica 2:2
    - 25. September 2011  Honduras – Nicaragua 5:0

  - Finalrunde in Carson:
    - 23. März 2012 Honduras U23 – Panama U23 3:1
    - 25. März 2012: Mexiko U23 – Honduras U23 3:0
    - 27. März 2012 Honduras U-23 – Trinidad und Tobago U-23 2:0
    - 31. März 2012, Halbfinale: Honduras U-23 – El Salvador U-23 3:2 n. V. (in Kansas City) – Honduras für die Olympischen Spiele qualifiziert
    - 2. April 2012, Finale: Honduras U-23 – Mexiko U-23 1:2 n. V. (in Kansas City)

- Olympische Spiele in London:
  - Vorrunde:
    - 26. Juli 2012 Honduras – Marokko 2:2 (in Glasgow)
    - 29. Juli 2012 Spanien – Honduras 0:1 (in Newcastle)
    - 1. August 2012 Japan – Honduras 0:0 (in Coventry)

  - K.-o.-Runde:
    - 4. August 2012, Viertelfinale:  Brasilien – Honduras 3:2  (in Newcastle)

### 2016
- Olympia-Qualifikation:
- Vorrunde in Guatemala-Stadt:
  -     - 1. August 2015 Belize U-23 – Honduras U-23 0:5
    - 13. August 2015 Guatemala U-23 – Honduras U-23 1:2

  - Finalrunde:
    - 2. Oktober 2015: Honduras U-23 – Haiti U-23 1:0 (in Carson)
    - 4. Oktober 2015: Costa Rica U-23 – Honduras U-23 0:2  (in Carson)
    - 7. Oktober 2015: Mexiko U-23 – Honduras U-23 2:1 (in Commerce City)
    - 10. Oktober 2015, Halbfinale: USA U-23 – Honduras U-23 0:2 (in Sandy) – Honduras für die Olympischen Spiele qualifiziert
    - 14. Oktober 2015, Finale: Honduras U-23 – Mexiko U-23 0:2 (in Sandy)

#### Kader für 2016
Startberechtigt ist eine U-23-Mannschaft, in der bis zu drei ältere Spieler mitwirken dürfen. Hierfür wurden Johnny Palacios und Romell Quioto  nominiert. Torhüter Luis López war auch für die WM 2014 nominiert, kam dort aber nicht zum Einsatz.
| Nr.        | Spieler         | Geburtsdatum | Verein             | A-Länder- spiele | A-Länder- spieltore | OS-Spiele        |     |     |     |     |     |     |
| Tor        | Tor             | Tor          | Tor                | Tor              | Tor                 | Tor              | Tor | Tor | Tor | Tor | Tor | Tor |
| ---------- | --------------- | ------------ | ------------------ | ---------------- | ------------------- | ---------------- | --- | --- | --- | --- | --- | --- |
| 1          | Luis López      | 13.09.1993   | Real España        | 01               | 0                   | 6 (2016)         |     |     |     |     |     |     |
| 18         | Harold Fonseca  | 08.10.1993   | Juticalpa FC       | 0                | 0                   |                  |     |     |     |     |     |     |
| Abwehr     |                 |              |                    |                  |                     |                  |     |     |     |     |     |     |
| 2          | Jonathan Paz    | 18.06.1995   | CD Real Sociedad   | 0                | 0                   | 5 (2016)         |     |     |     |     |     |     |
| 3          | Marcelo Pereira | 27.05.1995   | CD Motagua         | 0                | 0                   | 6 (2016), 2 Tore |     |     |     |     |     |     |
| 4          | Kevin Álvarez   | 03.08.1996   | CD Olimpia         | 01               | 0                   | 4 (2016)         |     |     |     |     |     |     |
| 5          | Allans Vargas   | 25.09.1993   | Real España        | 0                | 0                   | 6 (2016)         |     |     |     |     |     |     |
| 8          | Johnny Palacios | 20.12.1986   | CD Olimpia         | 34               | 0                   | 4 (2016)         |     |     |     |     |     |     |
| 14         | Elder Torres    | 14.04.1995   | Real Monarchs (II) | 0                | 0                   |                  |     |     |     |     |     |     |
| 16         | Brayan García   | 26.05.1993   | CD Vida            | 03               | 0                   | 6 (2016)         |     |     |     |     |     |     |
| Mittelfeld |                 |              |                    |                  |                     |                  |     |     |     |     |     |     |
| 6          | Bryan Acosta    | 24.11.1993   | Real España        | 03               | 0                   | 6 (2016)         |     |     |     |     |     |     |
| 7          | Brayan Ramírez  | 16.06.1994   | Juticalpa FC       | 0                | 0                   | 2 (2016)         |     |     |     |     |     |     |
| 10         | Oscar Salas     | 08.12.1993   | CD Olimpia         | 0                | 0                   | 3 (2016)         |     |     |     |     |     |     |
| 13         | Jhow Benavídez  | 26.12.1995   | Real España        | 0                | 0                   | 6 (2016)         |     |     |     |     |     |     |
| 15         | Allan Banegas   | 04.10.1993   | CD Marathón        | 0                | 0                   | 5 (2016)         |     |     |     |     |     |     |
| Angriff    |                 |              |                    |                  |                     |                  |     |     |     |     |     |     |
| 9          | Anthony Lozano  | 25.04.1993   | CD Teneriffa       | 20               | 6                   | 6 (2016), 3 Tore |     |     |     |     |     |     |
| 11         | Rodolfo Espinal | 24.02.1993   | CD Vida            | 0                | 0                   | 5 (2016)         |     |     |     |     |     |     |
| 12         | Romell Quioto   | 09.08.1991   | CD Olimpia         | 20               | 2                   | 6 (2016), 1 Tor  |     |     |     |     |     |     |
| 17         | Alberth Elis    | 12.02.1996   | CD Olimpia         | 10               | 3                   | 6 (2016), 2 Tore |     |     |     |     |     |     |

#### Spiele
- Vorrunde:
  - Honduras – Algerien 3:2 (2:0) am 4. August 2016 in Rio de Janeiro (Olympiastadion)
  - Honduras – Portugal 1:2 (1:2) am 7. August 2016 in Rio de Janeiro (Olympiastadion)
  - Argentinien – Honduras 1:1 (0:0) am 10. August 2016 in Brasília – Honduras qualifiziert sich aufgrund der besseren Tordifferenz als Gruppenzweiter vor Argentinien für die K.-o.-Runde
- K.-o.-Runde:
  - Viertelfinale: Südkorea – Honduras 0:1 (0:0) am 13. August 2016 in Belo Horizonte
  - Halbfinale: Brasilien – Honduras 6:0 (3:0) am 17. August 2016 in Rio de Janeiro (Maracanã) – schnellstes Gegentor der Olympiageschichte nach 15 Sekunden durch Neymar
  - Spiel um Platz 3: Honduras – Nigeria 2:3 (0:1) am 20. August 2016 in Belo Horizonte

## Trainer
- 2000: Ramon Madariaga
- 2008: Gilberto Yearwood
- 2012:  Luis Fernando Suárez (auch Trainer bei der WM 2014)
- 2016:  Jorge Luis Pinto

## Beste Torschützen
1. David Suazo (2000) 4 Tore
2. Jerry Bengtson (2012), Anthony Lozano (2016) je 3 Tore

## Bekannte Spieler
- Jerry Bengtson 2012 (WM-Teilnehmer 2014)
- Roger Espinoza 2012 (WM-Teilnehmer 2010 und 2014)
- Maynor Figueroa 2012 (WM-Teilnehmer 2010 und 2014)
- Luis Fernando Garrido 2012 (WM-Teilnehmer 2014)
- Mario Roberto Martínez 2012 (WM-Teilnehmer 2014)
- Andy Najar 2012 (WM-Teilnehmer 2014)
- Ramón Núñez 2008 (WM-Teilnehmer 2010)
- Carlos Pavón 2008 (WM-Teilnehmer 2010, Rekordtorschütze Honduras)
- David Suazo 2000 (WM-Teilnehmer 2010)
- Hendry Thomas 2008 (WM-Teilnehmer 2010)
- Noel Valladares 2000 (WM-Teilnehmer 2010 und 2014, Rekordtorhüter)